# Daviesia gracilis
Daviesia gracilis là một loài thực vật có hoa trong họ Đậu. Loài này được Crisp miêu tả khoa học đầu tiên.